# Celles (Hainaut)
Celles (en picard Chièl) és un municipi belga de la província d'Hainaut a la regió valona. Està dividit en sis seccions.

## Geografia

Celles i les seves seccions.

I. Celles

II. Escanaffles

III. Pottes

IV. Molenbaix

V. Velaines

VI. Popuelles